# لال هيلديتش
كلارنس «لال» هيلديتش (بالإنجليزية: Lal Hilditch)‏، من مواليد 2 يونيو 1894، لاعب كرة قدم إنجليزي سابق، ومدرب كرة قدم سابق.
و قد لعب مع نادي هارتفورد وبعدها مع نادي ويتون ألبيون ونادي ألترينكهام، وقد إنضم إلى نادي مانشستر يونايتد، وقد شارك معهم في 322 مباراة وسجل 7 أهداف.
و قد درب نادي مانشستر يونايتد منذ عام 1926 وحتى عام 1927، وهو الشخص الوحيد الذي كان لاعب ومدرب في مانشستر يونايتد في نفس الوقت.

## وصلات خارجية
- لال هيلديتش على موقع Soccerbase.com (مدرب) (الإنجليزية)